# Faktura
En faktura eller regning er et dokument, der specificerer og kræver betaling for de varer eller serviceydelser, som er aftalt mellem en leverandør og en kunde. En faktura oplyser antal, priser og betalingsbetingelser, og der kan eventuelt være vedlagt et indbetalingskort.
Der er følgende lovkrav til en faktura:
Fakturanummerserien skal være fortløbende, for at sikre, at der ikke lige pludselig mangler en faktura eller foregår snyd i virksomheden.
En faktura skal indeholde:
- Fakturadato
- Fakturanummer
- Sælgers navn, adresse og CVR-nr eller CPR-nummer.
- Købers navn og adresse (også deres EU momsregistreringsnummer, hvis køber er herfra)
- Varens/ydelsens art, mængde og pris
- Momsbeløbets størrelse (skal være opgivet på fakturaen, før man er berettiget til at fratrække moms)

Bogføringsloven kræver at fakturaer sammen med andet regnskabsmateriale opbevares i fem år.